# 오오시마 료카
오오시마 료카(일본어: 大島 涼花, 1998년 10월 21일 ~ )는 일본의 아이돌이며, 여성 아이돌 그룹 전 AKB48 팀B의 부캡틴이다.
Candee 소속. 카나가와 현 출신.

## 내력
2011년
- 9월 24일, 《AKB48 제13기 연구생 오디션》 최종 심사에 반 합격.
- 12월 8일, 《6주년 기념 공연》에서 첫 피로연.

2012년
- 8월 24일, 시노다 팀A로의 승격이 발표.
- 11월 1일, 시노다 팀A로서 활동 개시.

2014년
- 2월 24일, Zepp DiverCity에서 개최된 《AKB48 그룹 대조각 축제》에서, 팀B로 이동하는 것이 발표되었다[1].
- 5월부터 6월에 걸쳐 실시된 《AKB48 37th 싱글 선발 총선거》에서는 80위로, 업커밍 걸즈에 선출되었다[2].

2015년
- 3월 26일, 사이타마 슈퍼 아레나에서 개최된 《AKB48 봄의 단독 콘서트 ~차기 총감독 아직 수행중~》에서, 팀B의 부캡틴을 맡는 것이 발표되었다.

2017년
- 6월 8일, AKB48 극장에서 행해진 졸업 공연으로 인해 AKB48 졸업.

## AKB48에서의 참가곡

### 싱글 CD 선발곡
- 〈ギンガムチェック 깅엄 체크〉에 수록
  - あの日の風鈴 / 그 날의 풍경 - 웨이팅 걸즈 명의
- 〈UZA〉에 수록
  - 次のSeason / 다음 Season - 언더 걸즈 명의
  - 孤独な星空 / 고독한 별하늘 - 팀A 명의
- 〈永遠プレッシャー 영원 프레셔〉에 수록
  - 私たちのReason / 우리의 Reason
- 〈So long !〉에 수록
  - Waiting room - 언더 걸즈 명의
  - Ruby - 시노다 팀A 명의
- 〈さよならクロール 안녕 크롤〉에 수록
  - バラの果実 / 장미의 과실 - 언더 걸즈 명의
  - イキルコト / 살아가는 것 - 팀A 명의
- 〈ハート・エレキ 하트 일렉트릭 기타〉에 수록
  - キスまでカウントダウン / 키스까지 카운트다운 - 팀A 명의
- 〈前しか向かねえ 앞 밖에 보지 않아〉에 수록
  - 秘密のダイアリー / 비밀 다이어리 - Baby Elephants 명의
- 〈ラブラドール･レトリバー 래브라도 리트리버〉에 수록
  - Bガーデン / B 가든 - 팀B 명의
- 〈心のプラカード 마음의 플래카드〉에 수록
  - チューインガムの味がなくなるまで / 추잉검의 맛이 없어질 때까지 - 업커밍 걸즈 명의
- 望的リフレイン / 희망적 리프레인
  - ロンリネスクラブ / 론리네스 클럽 - 팀B 명의
- 〈Green Flash〉에 수록
  - ヤンキーロック / 양키 록
- 僕たちは戦わない / 우리는 싸우지 않아
  - Summer side - 셀렉션 16 명의
- 〈ハロウィン・ナイト 할로윈 나이트〉에 수록
  - ヤンキーマシンガン / 양키 머신건
- 〈唇にBe My Baby 입술에 Be My Baby〉에 수록
  - 君を君を君を… / 너를 너를 너를… - 차세대 선발 명의
  - マドンナの選択 / 마돈나의 선택 - 레낫치 총선거 선발 명의
  - 金の羽根を持つ人よ / 금의 날개를 가진 사람이여 - 팀B 명의
- 〈君はメロディー 너는 멜로디〉에 수록
  - LALALAメッセージ / LALALA 메시지 - AKB48 차세대 선발 명의
- 翼はいらない / 날개는 필요 없어
  - 恋をすると馬鹿を見る / 사랑을 하면 손해를 본다 - 팀B 명의

### 앨범 CD 선발곡
- 《1830m》에 수록
  - さくらんぼと孤独 / 체리와 고독 - 연구생 명의
  - いつか見た海の底 / 언젠가 본 바다의 밑바닥 - Up-and-coming girls 명의
  - 青空よ 寂しくないか? / 푸른 하늘이여 외롭지 않은가? - AKB48+SKE48+NMB48+HKT48 명의
- 《次の足跡 다음 발자국》에 수록
  - 確信がもてるもの / 확신하는 것 - 팀A 명의
- 《ここがロドスだ、ここで跳べ! 여기가 로도스다, 여기서 뛰어라!》에 수록
  - To goで / To go로 - 팀B 명의
  - ダウンタウンホテル100号室 / 다운타운 호텔 100호실
- 《0と1の間 0과 1 사이》에 수록
  - ミュージックジャンキー / 뮤직 정키 - 팀B 명의
  - 始まりの雪 / 시작의 눈